# آنا جارفيس
آنا جارفيس (بالإنجليزية: Anna Jarvis)‏ ناشطة أميركية ولدت في 1864م. تعد مبتكرة يوم الأم، كانت أمها دائماً تردد العبارة التالية: «في وقت ما، وفي مكان ما، سينادى شخص ما بفكرة الاحتفال بعيد الأم» وتترجم رغبتها هذه في أنه إذا قامت كل أسرة من هذه الأسر المتحاربة مع بعضها بتكريم الأم والاحتفال بها سينتهى النزاع والكره الذي يملأ القلوب، وعندما توفيت والدة «آنا» أقسمت لنفسها أنها ستكون ذلك الشخص الذي سيحقق رغبة أمها ويجعلها حقيقة. وبناء علي طلبها قام المسؤول عن ولاية فرجينيا بإصدار أوامره بإقامة احتفال لعيد الأم يوم 12 مايو عام 1907، وهذا هو أول احتفال لعيد الأم في الولايات المتحدة الأميركية.
واستمرت في كتابة الخطابات التي تنادى فيها بأن يصبح هذا العيد عيدًا قومياً بكل الولايات الأمريكية ويكون في الأحد الثاني من مايو. وبحلول عام 1909، أصبحت كل ولاية تقريباً تحتفل بهذه المناسبة إلى أن جاء الرئيس ويلسون في 9 مايو عام 1914 بتوقيع إعلان للاحتفال «بعيد الأم» في الأحد الثاني من مايو في جميع الولايات. ولم تكتف «آنا» بذلك بل استمرت في كتابة الخطابات، وإلقاء الكلمات التي تنادي فيها بأن يكون هذا العيد عيداً عالمياً تحتفل به كل شعوب العالم وليس أميركا فقط، وقبل وفاتها في عام 1948م تحقق حلمها الذي كان يراودها وانتشرت الفكرة في جميع أنحاء العالم حيث أخذت تحتفل به أكثر من 40 دولة علي مستوى العالم الغربى والعربي.